# 1042
El 1042 (MXLII) fou un any comú iniciat en divendres pertanyent a l'alta edat mitjana.

## Esdeveniments
- Magne Olavsson, rei de Noruega, és coronat rei de Dinamarca després de la mort de Hardecanut.
- Batalla de Sasireti a Geòrgia amb victòria rebel.
- Inici del regnat d'Eduard el Confessor.

## Naixements
- Urbà II, papa, (m. 1099)

## Necrològiques
- 14 d'agost - Lieja (Principat de Lieja): Nitard de Lieja, príncep-bisbe.
- 8 de juny - Hardecanut rei de Dinamarca i d'Anglaterra.